# Пелчанка
Пелчанка (пол. Pełczanka) — село в Польщі, у гміні Цеґлув Мінського повіту Мазовецького воєводства.
Населення — 263 особи (2011).
У 1975-1998 роках село належало до Седлецького воєводства.

## Демографія
Демографічна структура станом на 31 березня 2011 року:
|          | Загалом | Допрацездатний вік | Працездатний вік | Постпрацездатний вік |
| -------- | ------- | ------------------ | ---------------- | -------------------- |
| Чоловіки | 129     | 30                 | 86               | 13                   |
| Жінки    | 134     | 28                 | 72               | 34                   |
| Разом    | 263     | 58                 | 158              | 47                   |